# Аероелектророзвідка
Аероелектророзвідка (рос. аэроэлектроразведка, англ. aerial prospecting by electric methods, нім. elektrische Luftaufnahme f, Aerogeoelektrik, aerogeoelektrische Erkundungsmethode f) — один з напрямків аерогеофізичної розвідки. Оснований на дослідженні природних або електромагнітних полів, що ґенеруються за допомогою апаратури, встановленої на літаку або вертольоті. Вперше А. застосована для пошуків к.к. у Швеції на початку 1950-х рр. XX ст., потім набула поширення в Канаді, США, в країнах Європи. Збудження електромагнітного поля при А. проводиться індуктивним способом, що не вимагає заземлення. За допомогою апаратури, встановленої на літаку або пристрої (планері), що тягнеться за ним, вимірюються первинне електромагнітне поле і повторне магнітне поле вихрових струмів, що індукується ним в земній корі. Реєстрація характеристик цього поля дозволяє вивчати положення в земній корі аномалотвірних об'єктів і їх параметри. За способом збудження електромагнітного поля розрізнюють пасивні і активні методи А. 
Пасивні методи А. основані на вивченні змінних електромагнітних полів, що збуджуються грозовими розрядами (метод АФМАГ), середньо- та довгохвильовими радіостанціями — метод радіокіп (радіокомпарації і пеленгації). За допомогою апаратури, встановленої на літаку, вимірюються величина магнітної складової поля, її орієнтація або різниця фаз між просторовими компонентами магнітного поля. Осн. перевага пасивних методів — відсутність пристроїв для збудження поля, однак випадковий характер поля вимагає складних прийомів його вимірювання і утруднює інтерпретацію результатів. 
Активні методи А. основані на вимірюванні змінних електромагнітних полів, джерела яких входять у комплект апаратури і розташовані або на земній поверхні в межах площі, що досліджується, або на літальному апараті. До числа методів з наземним джерелом поля належить метод довгого кабелю, в якому електромагнітне поле, що змінюється з частотою 102-103 Гц, збуджується змінним струмом, що пропускається по кабелю (довж. до 20 км), заземленому на кінцях, метод ТУРАЙР (джерело поля — витягнута петля) тощо. А. використовується для геологічного картування і пошуків електропровідних руд, що залягають на глибині декількох десятків м; метод перехідних процесів дозволяє дослідити великі глибини. В осн. А. застосовують при дрібномасштабних (1:100000 1:200000) картувальних роботах і при пошуках рудних родовищ в масштабах 1:25000 1:50000, рідше — на стадії детальних пошуків у масштабі 1:10000. 